# 론서

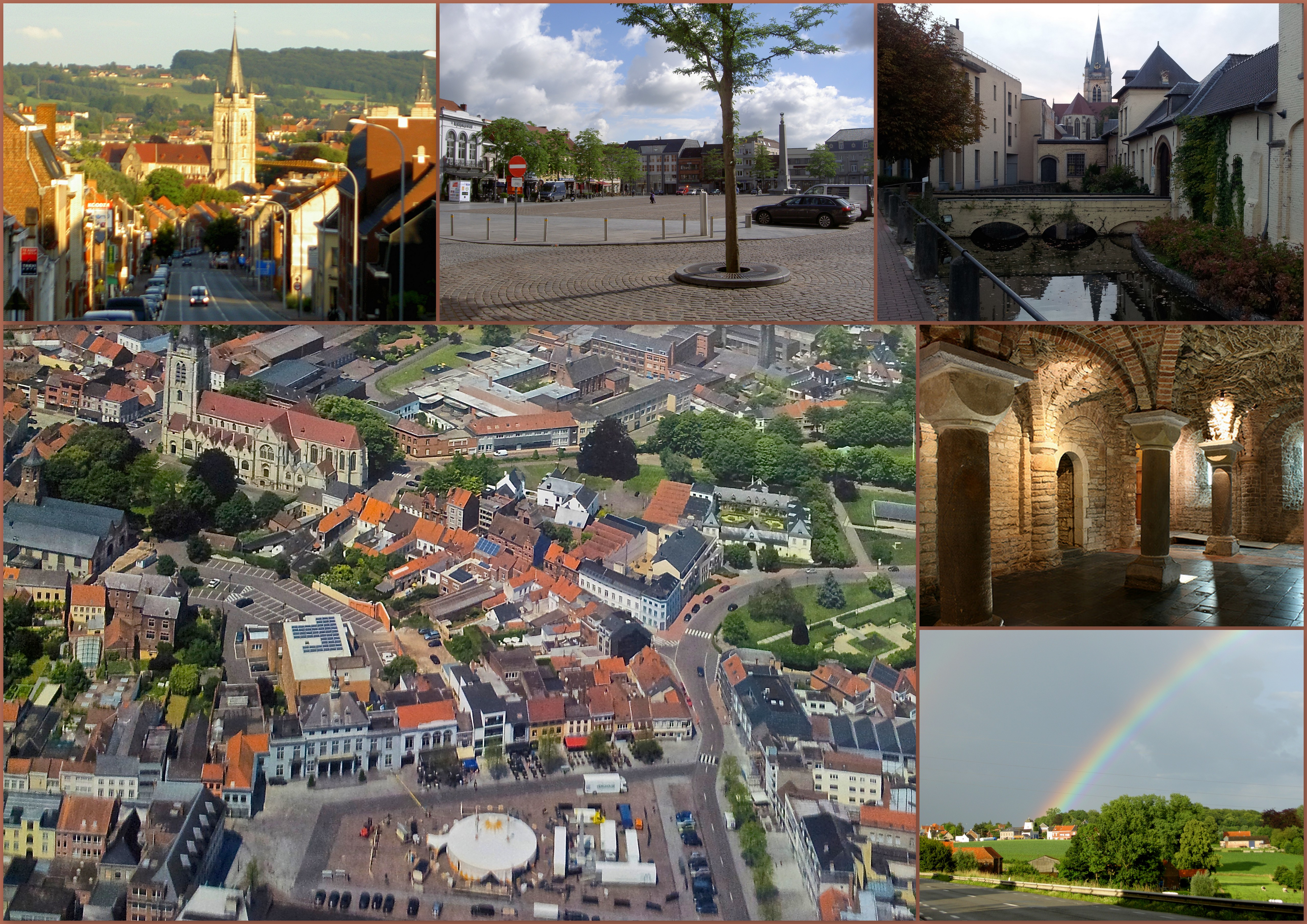
론서

론서(네덜란드어: Ronse, 프랑스어: Renaix 르네[*])는 벨기에 플란데런 지역 오스트플란데런주에 위치한 도시로 면적은 34.48km2, 인구는 25,925명(2016년 1월 1일 기준), 인구 밀도는 750명/km2이다.

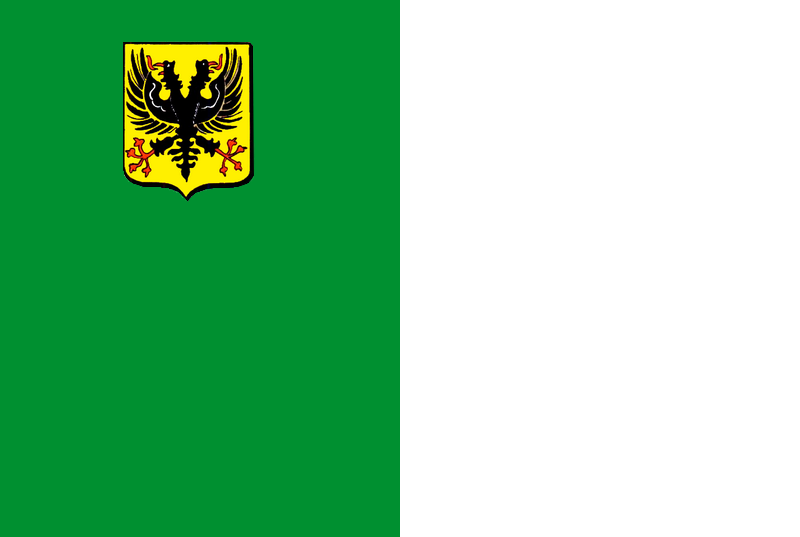
시기
시 문장